# Дифазиаструм сплюснутый
Дифазиа́струм сплю́снутый, или Дифазиаструм уплощённый, или Плау́н сплюснутый, или Плаун обоюдоо́стрый (лат. Diphasiástrum complanátum) — вечнозелёное многолетнее растение; типовой вид рода Дифазиаструм (Diphasiastrum) семейства Плауновые (Lycopodiaceae).

## Ботаническое описание

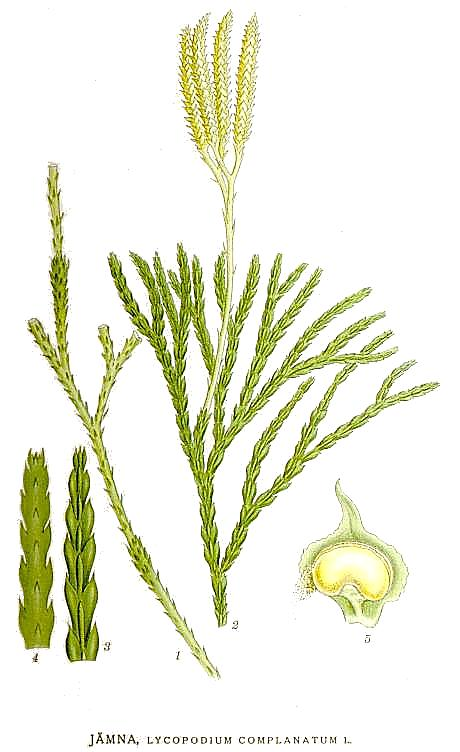

Вечнозелёное многолетнее травянистое растение до 30 см высотой. Стебли стелющиеся, длинные, неглубоко погружённые в субстрат, с редкими, сильно уменьшенными филлоидами. Вертикальные побеги восходящие, дихотомически разветвлённые и расположенные в одной плоскости веерообразно, зелёные (светлее окрашенные с брюшной стороны), уплощённые, 3—4 мм шириной.
Филлоиды супротивные, расположены в четыре ряда, низбегающие, прижаты к оси (чешуевидные), заострённые. Спинные филлоиды срастаются с осью, с отстающей вершиной, вальковатые, налегающие друг на друга, 4 мм длиной; боковые — расширенные, высоко срастаются с осью, отстающие в верхней части, 4,5 мм длиной с гиалиновой вершиной, несколько заворачивающиеся на брюшную сторону, уплощённые, 3—4 мм шириной.
Стробиллоидов два — пять, 2—3 см длиной, на ножках 8—13 см длиной. Спорофиллоиды дельтовидно-сердцевидные 2,5—3 мм длиной. Спорангий почти полукруглый 0,7 мм длиной. Споры в Средней полосе России созревают в июне — июле.
От близкородственного дифазиаструма трёхколоскового (Diphasiastrum tristachyum (Pursh) Holub) отличается более тонкими побегами, собранными в плотные пучки, и сизо-зелёными брюшными и спинными филлоидами, одинаковыми по длине.

## Распространение и среда обитания
Широко распространён в Северном полушарии: Северная Америка (западная часть), Атлантическая Европа, Восточная и Центральная Европа, Скандинавский, Средиземноморский, Монгольский, Японо-Китайский флористические районы.
В России встречается почти по всей территории (кроме  Верхне-Тобольского флористического района). В Нижне-Волжском флористическом районе редок. 
Растёт на светлых, хорошо дренированных участках в лиственничных и сосновых (реже в елово-пихтовых) лесах на низменности и в лесном поясе, на пересохших болотах. Избегает карбонатных почв и пород, в бамбучниках и на гарях в хвойных и лиственных лесах. Встречается в кедровых и лиственничных редколесьях, на скалах, в зарослях кустарников.

## Хозяйственное значение и применение
Народное название растения — зеленика, так как прежде растение применялось для получения зелёной (а также жёлтой и синей) краски для шерсти. Побеги дают синюю краску.
Споры дифазиаструма сплюснутого используют таким же образом, что и плауна булавовидного, были включены в Государственную фармакопею СССР 8—10-го издания в качестве дополнительного источника сырья.
Галеновые препараты из надземной части применяют как седативное, анальгезирующее, диуретическое, при тахикардии, головной боли, при гриппе, болезнях печени, диарее, бесплодии, гонорее, нарушении обмена веществ, наружно — при фурункулёзе, алопеции, цинге, дерматомикозах.
Индейцы Северной Америки используют сухие листья как общеукрепляющее.
Нитрат ликоподина в эксперименте обладает противоалкогольным эффектом, может применяться как противоалкогольное средство.
В ветеринарии надземную часть применяют как вяжущее при диарее.
Растение можно использовать как декоративное.
Инсектицид.

## Классификация/Систематика

### Синонимы
- Diphasium anceps (Wallr.) Á.Löve & D.Löve
- Diphasium complanatum (L.) Rothm.
- Diphasium wallrothii H.P.Fuchs
- Lycopodium anceps Wallr.
- Lycopodium complanatum L.basionym